# Мун Гаён
Мун Гаён (кор. 문가영, 文佳煐; род. 10 июля 1996, Карлсруэ, Баден-Вюртемберг, Германия) — южнокорейская актриса и модель. Наиболее известна благодаря своей главной роли в телесериале 2020—2021 годов «Истинная красота», где исполнила образ девушки по имени Им Джугён.
Кроме этого, также известна своими ролями в других телесериалах: «Струны души» (2011), «Exo по соседству» (2015), «Великий соблазнитель» (2018), «Добро пожаловать в Вайкики 2» (2019), «Отыщи меня в своей памяти» (2020), «Связь: Ешь, люби, убивай» (2022) и «Понимание любви» (2022—2023).

## Ранняя жизнь и образование
Мун Гаён родилась 10 июля 1996 года в городе Карлсруэ немецкой федеральной земли Баден-Вюртемберг. Её отец, специализирующий в области физики, и её мать, изучавшая музыку играя фортепиано, познакомились, будучи иностранными студентами, в Германии и поженились. В 2005 году, когда десятилетняя Гаён обучалась в третьем классе, семья вернулась обратно в Республику Корея.
После переезда из Германии, Мун окончила среднюю и старшую девичьи школы. Свободно владеет немецким и английским языками благодаря пребыванию в Германии. Кроме этого, она также умеет играть на фортепиано и флейте и выступать в балете.

## Карьера

### 2005—2010: Ранняя карьера в качестве детской актрисы и модели

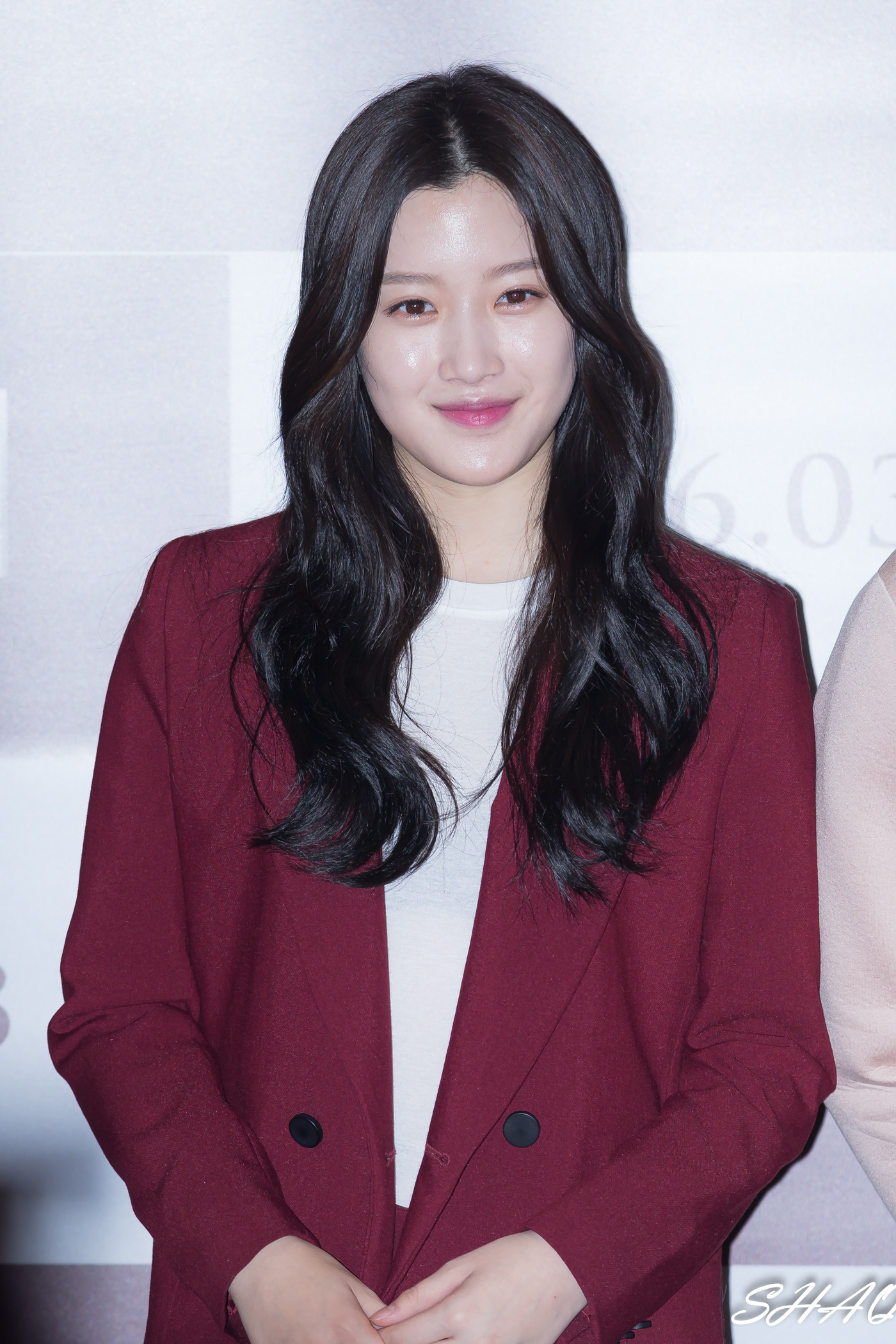
Гаён в марте 2016 года

Мун Гаён была замечена на улице в качестве детской модели для журнала одежды, когда её мать катала её на коляске в Германии. В 2005 году по возвращении в Республику Корея дядя и мать представили фотографии её и её старшей сестры на конкурс моделей просто ради развлечения. Тем не менее, Мун была выбрана в качестве модели для каталога детской моды.
Мун начала свою актёрскую карьеру в 2006 году ещё будучи детской актрисой, снимаясь как в кино, так и на телевидении. Её первый актёрский дебют состоялся в фильме 2006 года «Учителю с любовью». Она постепенно становилась известной в полнометражных фильмах, озвучив «Черный дом» (2007) и сыграв второстепенные роли в «Дворцовые тени» (2007), «Наш район» (2007) и «Ты видишь Сеул?» (2008).
Впоследствии, Гаён приступила к исполнении ролей в телевизионных сериалах, начиная с сериала 2007 года «Город за холмом», затем сыграла роли в «Горечь и сладость» (2008), «Принцесса Чамён» (2009), «Друг, наша история» (2009), «Уважаемая семья» (2010), «Плохие парни» (2010). Активно она работала ребёнком-актёром вместе с Ё Джингу, Ким Юджон, и Ким Сохён. Однако в средней школе у Мун произошёл значительный скачок роста более, чем на 10 сантиметров, и она взяла перерыв в актёрской карьере, как добровольно, так и частично, из-за того, что она стала слишком высокой для детских ролей.

### 2011—настоящее время: Подростковые роли, переход во взрослую жизнь и прорыв в карьере
Когда Гаён была старшеклассницей, в 2011 году она сыграла роль девушки Ли Джонхён в телесериале «Струны души». В фильме «Убийственная мультипликация», выпущенного 27 июня 2013 года, сыграла роль таинственной девушки по имени Чо Сохён. Это прорывное выступление значительно способствовало росту её популярности.
В апреле 2013 года привлекла внимание своим выступлением вместе с Бэкхёном из популярного Exo. В результате чего её имя внезапно появилось в популярных запросов различных поисковиков Южной Кореи.
В 2014 году Гаён сыграла свою первую ведущую роль в главной роли в «Мими», детективно-романтическом телесериале из четырёх эпизодов, которая транслировалась на кабельном канале Mnet. В апреле 2015 года Мун сыграла главную героиню веб-сериала «Exo по соседству», которая транслировалась по Naver TV Cast. Затем она сыграла роли второго плана в популярном телесериале «Не смей мечтать» и «Живи во имя своего».
В 2017 году она снялась в сериале «Вальсируя» в одиночку.
В 2018 году она снялась в романтической драме «Великий соблазнитель», основанной на французском романе XVIII века «Опасные связи». Её роль принесла ей награду за лучшую женскую роль на церемонии вручения наград MBC Drama Awards Her performance won her the Excellence Award for Best Actress at the MBC Drama Awards..
В 2019 году Мун сыграла одну из главных женских ролей в фильме «Добро пожаловать в Вайкики 2». В 2020 году сыграла главную женскую роль в романтическом телесериале «Найди меня в своей памяти».
В 2020—2021 годах Гаён сыграла главную женскую роль девушки по имени Им Джугён в телесериале «Истинная красота», основанная на одноимённом вебтуне.

## Фильмография

### Фильмы
| Год  | Название                      | Роль             | Ссылка |
| ---- | ----------------------------- | ---------------- | ------ |
| 2006 | «Учителю с любовью»           | Юн Ын Ян         |        |
| 2007 | «Бант»                        | О Е Рен          |        |
| 2007 | «Чёрный Дом»                  | Чхоль Ён (Голос) |        |
| 2007 | «Дворцовые тени»              | Иль Вон          |        |
| 2007 | «Наш город»                   | Ян Со Ён         |        |
| 2008 | «Ты видишь Сеул?»             | Булочка ржанная  |        |
| 2013 | «Убийственная мультипликация» | Чжо Со Хён       | [ 22 ] |
| 2015 | «Салют любви»                 | Ан Ян            | [ 23 ] |
| 2015 | «Остров»                      | Ён Чжу           | [ 24 ] |
| 2016 | «Затмение»                    | Еын Ян           | [ 25 ] |
| 2016 | «Снова двадцать»              | Су Ми            | [ 26 ] |

### Телесериалы
| Год       | Название                         | Роль                  | Телеканал     | Ссылка        |
| --------- | -------------------------------- | --------------------- | ------------- | ------------- |
| 2006      | «Падший Ангел, Дженни»           | Хе Ми                 | Mnet          |               |
| 2007      | «Сегодня Облачно»                | Ри На                 | EBS           |               |
| 2007      | «Дворец C»                       |                       | MBC           |               |
| 2007      | «Рядом со мной»                  | Юн Ын Чжу             | MBC           |               |
| 2007      | «Влюбленная ведьма»              | Ян Ма Ю Хи            | SBS           |               |
| 2007      | «Счастье Счастье»                | молодая Хван Мэ Ри    | MBC           |               |
| 2007      | «Родной город за холмом»         | На Хэ Ян              | KBS1          |               |
| 2008      | «Горько сладкая жизнь»           | Ха На Ри              | MBC           |               |
| 2009      | «Принцесса Чанмён»               | молодая Ко-Ко         | SBS           |               |
| 2009      | «Друг, это наша с тобой легенда» | молодая Чхве Чжин Сук | MBC           |               |
| 2010      | «Уважаемая семья»                | молодая Хан Да Ни     | KBS1          |               |
| 2010      | «Плохой парень»                  | молодая Хон Тэ Ра     | SBS           |               |
| 2011      | «Струны души»                    | Ли Чжон Хён           | MBC           |               |
| 2013      | «Кто ты?»                        | Дэн О Рем             | tvN           | эпизоды 1-2   |
| 2013      | «Семья Вана»                     | Ван Хэ Бак            | KBS2          | [ 27 ]        |
| 2014      | «Мими»                           | Мими                  | Mnet          |               |
| 2015      | «EXO по соседству»               | Чи Ён Хи              | Naver TV Cast |               |
| 2015      | «Бог Торговли»                   | Воль Яй               | KBS2          | [ 28 ]        |
| 2015      | "Вкусная Любовь                  | Пак Су Чжин           | Naver TV Cast | [ 29 ]        |
| 2016      | «Зеркало Ведьмы»                 | Соль Гэ               | JTBC          | [ 30 ]        |
| 2016      | "Не смей мечтать                 | Ли Ппал-Ган           | SBS           |               |
| 2017      | «Достоин своего имени»           | Dongmakgae            | tvN           |               |
| 2017      | «Вальсируя в одиночестве»        | Ким Мин Сун           | KBS2          | Drama Special |
| 2018      | «Великий соблазнитель»           | Чхве Су Чжи           | MBC           |               |
| 2019      | «Добро пожаловать в Вайкики 2»   | Хан Су Ён             | JTBC          |               |
| 2020      | «Найди меня в своей памяти»      | Ё Ха Чжин             | MBC           |               |
| 2020-2021 | «Истинная красота»               | Лим Джу Гён           | TVN           |               |
| 2021      | «Рецепт молодости»               | Чха Су Бин            | Ppangya TV    |               |
| 2022      | «Падающая звезда»                | Ха Ë Чжин             | tvN           | Камео         |
| 2022      | «Связь: Ешь, люби, убивай»       | Но Да Хён             | tvN           | [ 32 ]        |
| 2022-2023 | «Понимание любви»                | Пн Со Ëн              | JTBC          | [ 33 ]        |
| 2023      | «Выгодная афера»                 | Мин Кан Юн            | tvN           |               |

### Шоу
| Год  | Название        | Телеканал      | Примечание |
| ---- | --------------- | -------------- | ---------- |
| 2009 | Sinnara Science | KBS1           | MC         |
| 2020 | Food Avengers   | Olive TV & TvN | Участница  |

## Награды и номинации
| Год  | Номинация          | Категория                                                                    | Фильм/Сериал                        | Результат | Ссылка        |
| ---- | ------------------ | ---------------------------------------------------------------------------- | ----------------------------------- | --------- | ------------- |
| 2010 | KBS Drama Awards   | Лучшая молодая актриса                                                       | Уважаемая Семья                     | Номинация |               |
| 2013 | KBS Drama Awards   | Лучшая молодая актриса                                                       | Семья Вана                          | Номинация |               |
| 2017 | KBS Drama Awards   | Лучшая актриса в одноактном/специальном / короткометражном телесериале       | Вальс в Одиночестве                 | Номинация |               |
| 2018 | MBC Drama Awards   | Excellence Award, Actress in a Monday-Tuesday Drama                          | Великий соблазнитель: Игра в любовь | Победа    | [ 19 ]        |
| 2018 | MBC Drama Awards   | Лучшая Новая Актриса                                                         | Великий соблазнитель: Игра в любовь | Номинация |               |
| 2020 | MBC Drama Awards   | Награда за выдающиеся достижения, актриса в мини-сериале со среды по четверг | Отыщи меня в своей памяти           | Номинация |               |
| 2020 | MBC Drama Awards   | Награда Лучшая пара вместе с Ким Дон Уком                                    | Отыщи меня в своей памяти           | Победа    | [ 34 ]        |
| 2021 | Asia Artist Awards | Popularity Award — Actress                                                   | Мун Га Ëн                           | Номинация | [ 35 ]        |
| 2021 | Asia Artist Awards | Emotive Award — Actress                                                      | Истинная красота                    | Победа    | [ 36 ] [ 37 ] |